# 368-й корпусной артиллерийский полк
368-й корпусной артиллерийский полк — воинское подразделение в вооружённых силах СССР во время Великой Отечественной войны.

## История
Сформирован до 1939 года.
В составе действующей армии с 22.06.1941 по 28.10.1941 года.
Являлся корпусным полком 31-го стрелкового корпуса. Понёс потери находясь на марше от авианалёта уже 22.06.1941. По-видимому, был изъят из корпуса в армейское подчинение, 2 и 3 дивизионы полка переданы в 15-й стрелковый корпус, при этом вполне вероятно, что 1-й дивизион уже был уничтожен. Так, указанные подразделения с 24 по 30.07.1941 года вели бои за освобождение Малина. С выходом за Днепр в двадцатых числах августа 1941 года 2-й дивизион был передан в 215-ю моторизованную дивизию, 3-й дивизион в 124-ю стрелковую дивизию.
Уничтожен в окружении в двадцатых числах сентября 1941 года.
Расформирован 28.10.1941 года.

## Подчинение
| Дата            | Фронт (округ)      | Армия     | Корпус (группа)        | Примечания |
| --------------- | ------------------ | --------- | ---------------------- | --- |
| 22.06.1941 года | Юго-Западный фронт | 5-я армия | 31-й стрелковый корпус | - |
| 01.07.1941 года | Юго-Западный фронт | 5-я армия | 31-й стрелковый корпус | - |
| 10.07.1941 года | Юго-Западный фронт | 5-я армия | 31-й стрелковый корпус | кроме 2-го и 3-го дивизионов в подчинении 15-го стрелкового корпуса                                                 |
| 01.08.1941 года | Юго-Западный фронт | 5-я армия | 31-й стрелковый корпус | кроме 3-го дивизиона в подчинении 215-й моторизованной дивизии 2-го дивизиона в подчинении 124-й стрелковой дивизии |
| 01.09.1941 года | Юго-Западный фронт | 5-я армия | 31-й стрелковый корпус | кроме 3-го дивизиона в подчинении 215-й моторизованной дивизии 2-го дивизиона в подчинении 124-й стрелковой дивизии |

## Другие артиллерийские полки с тем же номером
- 368-й армейский артиллерийский полк
- 368-й пушечный артиллерийский полк
- 368-й лёгкий артиллерийский полк 2-го формирования
- 368-й лёгкий артиллерийский полк 3-го формирования